# Pere Ištvančić
Pere Ištvančić (Subotica, 8. rujna 1975.) je hrvatski akademski glazbenik i skladatelj bunjevačkog podrijetla. Brat je filmskoga i TV redatelja Branka Ištvančića.

## Životopis
Pere Ištvančić osnovnu je školu pohađao i završio u Tavankutu, a srednju glazbenu u Subotici. Za vrijeme osnovnoga i srednjoškolskoga obrazovanja bio je član Subotičkog tamburaškog orkestra. Potom je studirao i diplomirao glazbenu kulturu na Muzičkoj akademiji u Zagrebu. Poslije studija zaposlio se kao glazbenik u Ansamblu narodnih plesova i pjesama Hrvatske LADO, gdje je od 2003. do 2008. bio i voditelj orkestra. Od 2008. zaposlen je u Tamburaškom orkestru Hrvatske radiotelevizije kao kontrabasist. S oba je spomenuta orkestra do danas nastupao na zapaženim koncertima u Hrvatskoj i svijetu te sudjelovao u mnogobrojnim snimanjima za radio i televiziju. Djeluje i kao glazbeni producent, studijski glazbenik, aranžer i skladatelj. Do danas je skladao glazbu za više od 30 dokumentarnih filmova poznatih hrvatskih redatelja, primjerice Branka Ištvančića, Silvija Mirošničenka, Irene Škorić, Nenada Puhovskog, Mira Brankovića, Ante Marića, Gordana Stojića, Dražena Piškorića i drugih. Stalni je član zagrebačkih vokalno-instrumentalnih sastava Kužiš stari moj i Zapadni kolodvor te Tamburaškog orkestra Zvonari iz Đakova.

## Popis djela (izbor)

### Tamburaške i popularne skladbe
- Bunjevačka sićanja
- Polja milosti
- Senjicu senjala
- Slavonija
- Tambura je sve što imam
- Utisni lik svoj Isuse

### Filmska glazba
- Plašitelj kormorana – dokumentarni film, režija: Branko Ištvančić, HRT i Zagreb film, 1998.
- Zamrznuti kadar – igrani film, režija: Branko Ištvančić, HRT, 1999.
- Željeznicu već guta daljina – dokumentarni film, režija: Branko Ištvančić, HRT, 2000.
- Čelični zagrljaj – dokumentarni film, režija: Branko Ištvančić, HRT, 2001.
- Snovi na peronu djetinjstva – dokumentarni film, režija: Silvio Mirošničenko, Factum, 2001.
- Lovac na puhove – dokumentarni film, režija: Branko Ištvančić, HRT, 2002.
- Čuvar tegljača – dokumentarni film, režija: Silvio Mirošničenko, Factum, 2002.
- Tajanstvena Hrvatska (serijal) – dokumentarni film, režija: Gordan Stojić, HRT, 2003.
- Vedran – dokumentarni film, režija: Miro Branković, HRT, 2003.
- Lica obilježena vremenom – dokumentarni film, režija: Silvio Mirošničenko, HRT, 2004.
- Ophodar pruge – dokumentarni film, režija: Silvio Mirošničenko, HRT, 2004.
- Palatucci, riječki Schindler – dokumentarni film, režija: Gordan Stojić, HRT, 2005.
- Draga Gospa Ilačka – dokumentarni film, režija: Branko Ištvančić, Artizana & Udruga Dr. Ante Starčević (Tovarnik), 2010.
- Od zrna do slike – dokumentarni film, režija: Branko Ištvančić, Olimp produkcija Zagreb i HRT, 2011.
- Brda 21000 Split – dokumentarni film, režija: Silvio Mirošničenko, Artizana, 2012.

## Ostalo
- "Šegrt Hlapić" kao tamburaš #3 (2013.)
- "Duh u močvari" kao tamburaš čelo (2006.)

## Nagrade i priznanja
- 2010. – Trsat: 1. Festival hrvatskih vjerskih filmova, nagrada za najbolju glazbu u filmu Draga Gospa Ilačka[3]
- 2010. – Subotica: prva nagrada na X. Festivalu bunjevački’ pisama za skladbu Tambura je sve što imam[4]

## Vanjske poveznice
- HDS ZAMP: Pere Ištvančić (popis djela)
- Discogs.com – Pere Ištvančić (diskografija)